# コンコイド

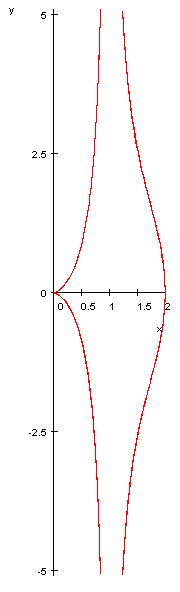
コンコイド
本文の式でa=1,l=1のとき

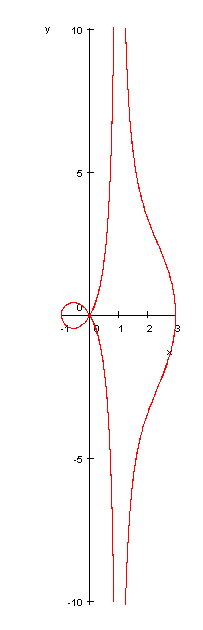
コンコイド
本文の式でa=1,l=2のとき

コンコイド（conchoid）は直交座標の方程式
{\displaystyle (x-a)^{2}(x^{2}+y^{2})-l^{2}x^{2}=0}
によって表される曲線である。古代ギリシアの数学者ニコメデスにちなんでニコメデスのコンコイドとも呼ばれる。

器具を用いたニコメデスのコンコイドの書き方（アスカロンのエウトキオスによるアルキメデス『球と円柱について』の註解に説明がある）

## 名称
当初は、形がムラサキイガイ (古希: κόχλος) に似ていることから、コクロイド (cochloid, 古希: κοχλοειδὴς γραμμή) と呼ばれていた。しかし、やがてコンコイド (conchoid, 古希: κογχοειδὴς γραμμή) と呼ばれるようになった。

## 性質
パラメータ表示では
{\displaystyle x=a+l\cos \theta ,~y=a\tan \theta +l\sin \theta }
と表される。
極座標の方程式では
{\displaystyle r={\frac {a}{\cos \theta }}+l}
と表される。
x軸に対して線対称である。x=aを漸近線に持つ。